# Juan Lavat
Juan Carlos Lavat Cortez (ur. 2001) – meksykański zapaśnik walczący w stylu wolnym. Brązowy medalista mistrzostw panamerykańskich w 2024. 
Brązowy medalista mistrzostw panamerykańskich U-23 w 2024. Mistrz panamerykański kadetów w 2017 roku.